# Gamma Cephei Ab
Pour les articles homonymes, voir Tadmor (homonymie).
Gamma Cephei Ab, aussi nommée Tadmor, est une exoplanète orbitant autour de Gamma Cephei A, une étoile située à environ 45 années-lumière (13,8 pc) du Soleil dans la constellation de Céphée. Il s'agit peut-être de la toute première exoplanète à avoir été détectée, dès 1988 par une équipe canadienne à l'aide de la méthode des vitesses radiales, mais les données d'alors étaient trop imprécises pour avoir une certitude quant à l'existence réelle de cette planète, et ce n'est qu'en 2002 que celle-ci a été confirmée.
Gamma Cephei Ab a une masse d'au moins 1,6 MJ et boucle en un peu moins de deux ans et demi une orbite assez peu excentrique l'amenant entre 1,809 et 2,279 UA de son étoile.